# Pampeta (grup de bolets)
Les pampetes són bolets amb l'aspecte d'una pampa vera (Clitocybe geotropa)però de barrets mitjans (de diàmetre igual o inferior a 8 cm) a menuts, colors variats, superfície seca i làmines decurrents. La majoria són fongs descomponedors que creixen majoritàriament en boscos, tant de terra baixa com de muntanya. Solen tenir barrets de tons bruns (de bru vermellós a grisenc) que empal·lideixen en temps sec o després de collir-los.
Cal analitzar amb atenció els detalls de les làmines. En algunes espècies es poden separar fàcilment de la carn del barret quan les premem lateralment (les anomenem separables). En la resta són fixes. Tot i que en les diferents espècies les làmines són típicament decurrents, cal analitzar diferents exemplars per assegurar aquesta característica.

## Els grups de pampetes

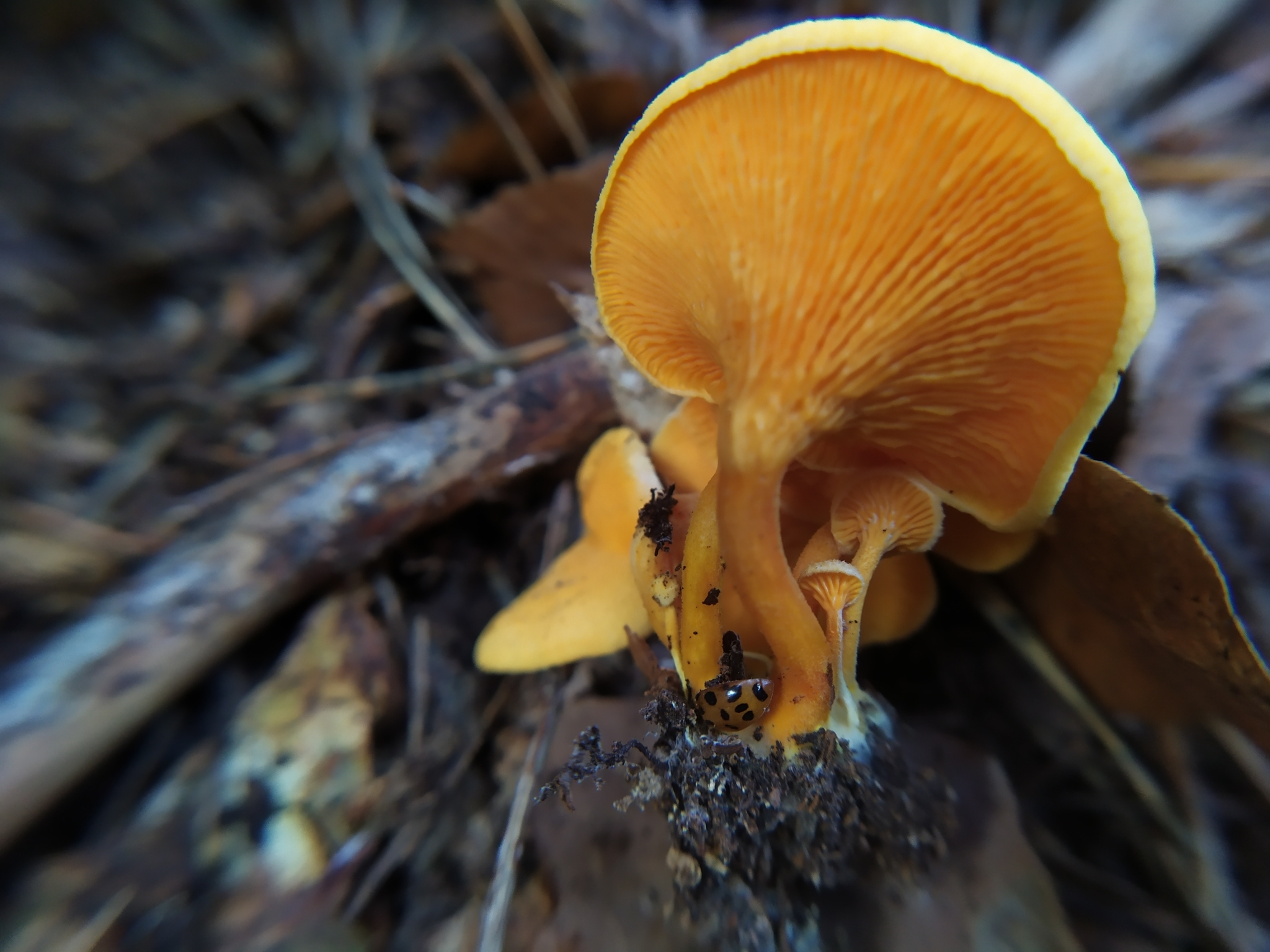
Fals rossinyol (Hygrophoropsis aurantiaca)

Per les caractarístiques de les làmines es diferencien tres grups de pampetes:
- Pampetes de làmines o plecs bifurcats:
  - Hygrophoropsis aurantiaca, fals rossinyol
  - Aphroditeola olida, pampeta perfumada
  - Faerberia carbonaria, rossinyol de carbonera
- Pampetes de làmines fixades:
  - Clitocybe odora, pampeta anisada
  - Infundibulicybe meridionalis, pampeta brunenca
  - Infundibulicybe costata, pampeta costelluda
  - Clitocella ammophila, pampeta de platja
  - Clitocybe bresadolana, pampeta de prat alpí
  - Infundibulicybe gibba, pampeta de gep
  - Pseudoclitocybe cyathiformis, pampeta fosca
  - Infundibulicybe mediterranea, pampeta rogenca o rogeta
  - Infundibulicybe squamulosa, pampeta vellutada
- Pampetes de làmines separables:
  - Clitopilus geminus var. mauritanicus, pampeta de farina
  - Paralepistopsis amoenolens, pampeta de moreu
  - Paralepista flaccida (=Lepista inversa), pampeta, pampeta vera, pampeta lleonada
  - Paralepista gilva, pampeta pigada